# Alastor slevini
Alastor slevini är en stekelart som beskrevs av Richard Mitchell Bohart. Alastor slevini ingår i släktet Alastor och familjen Eumenidae. Inga underarter finns listade i Catalogue of Life.